# Courier Model D
Der Courier Model D war ein nur für das Modelljahr 1923 angebotener Personenwagen der US-amerikanischen Mittelklasse. Hersteller war die Courier Motors Company in Sandusky (Ohio).

## Modellgeschichte
Das Unternehmen war 1922 als Arrows Corporation von Gläubigern der Maibohm Motors Company gegründet worden um diese zu stützen und die früheren Investitionen zu sichern. Kurz darauf erfolgte die Reorganisation als Courier Motors Company. Die Absicht ließ sich nicht verwirklichen, und das Unternehmen musste nach nur 373 gebauten Autos aufgeben. Zu einer Insolvenz scheint es nicht gekommen zu sein.
Der Entwurf des Courier Model D geht auf den Maibohm Model B, zurück, einen 1918 eingeführten Sechszylinder, der denselben Falls Sechszylindermotor mit einem anderen Schmiersystem verwendete. Produziert wurde der Courier in den ehemaligen Räumlichkeiten von Maibohm und mit hauseigenen Karosserien. Die Markenslogans lauteten: „A Good, Husky Six“ und „The Most Completely and Conveniently Lubricated Car in America“.
Der Hersteller dieses nur kurze Zeit (1923) gebauten Mittelklasse-Automobil mit einem Radstand von 116 Zoll (2921 mm) listete neun Karosserievarianten, alle angetrieben von einem zugekauften, aber bewährten und kraftvollen Sechszylindermotor mit 3,2 Liter Hubraum und einer in dieser Klasse unüblichen Trockensumpfschmierung für den Motor und Zentralchassisschmierung für das Fahrwerk.
Das Unternehmen plante eine groß angelegte Expansion und inserierte USA-weit. Ein rechtsgelenktes Fahrzeug in Australien legt überdies Aktivitäten im Export nahe.

## Technik

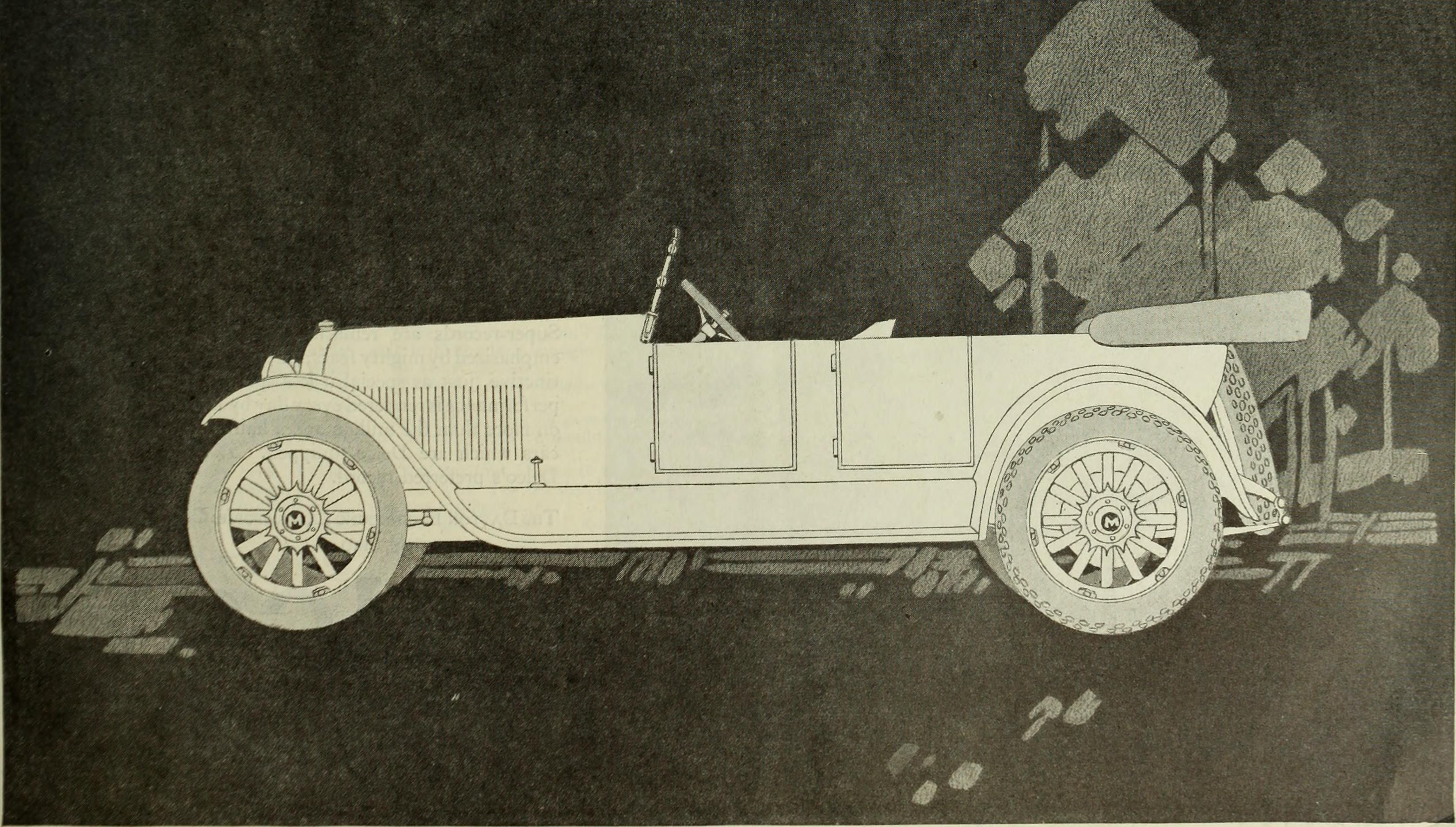
Der optisch und technisch sehr ähnliche Maibohm Model B-6 als Phaeton mit Artillerierädern (1920)

Technisch entspricht der Courier Model D bis auf wenige Details der letzten Version des Maibohm Model B-6. Zu den festgestellten Unterschieden gehören Motorschmierung, Zentralchassisschmierung, Vergaser, Lenkung und teilweise andere Karosserievarianten. Die Leistung wird – aus unterschiedlichen Quellen – leicht abweichend genannt.
Als Phaeton wog der Courier Model D 1275 kg.

### Motor
Der wassergekühlte Sechszylindermotor wurde von Falls zugekauft. Es handelte sich dabei um einen modernen Motor mit einem aus einem Stück gegossenen Block und abnehmbarem Zylinderkopf, der praktisch unverändert vom Vorgänger Maibohm Model B-6 übernommen wurde und einzig eine andere Motorschmierung aufwies. Er wurde auch im Fremont R-6 und im Handley Six-40 verwendet.
Dieser obengesteuerte Reihenmotor des Typs T-8000 oder X-9000 (je nach Quelle) mit dreifach gelagerter Kurbelwelle hatte 195,581 c.i. (3205 cm³) Hubraum aus 3,13 Zoll Bohrung und 4,24 Zoll Hub (79,38 × 107,95 mm). In der Version des Courier Model D leistet er 45 bhp (34 kW) bei 2600/min.; eine andere Quelle nennt 46 bhp (34 kW).
Das auf die Motorbohrung abgestellte N.A.C.C.-Rating ergibt einen Wert von 23,4 PS, was in Großbritannien auch den anzuwendenden Steuer-PS (R.A.C.-Rating) entspricht. Über die tatsächliche Motorenleistung sagt dieser Wert allerdings wenig aus. Die Kühlung erfolgte zeittypisch mittels Thermosiphon. Für die Gemischbildung wurde nicht mehr der Tillotson-Vergaser des Vorjahres verwendet; stattdessen griff man wieder auf die zuvor schon verbauten Stromberg-Vergaser zurück.
Die genannte, bessere Schmierung bestand aus dem Ersatz der damals üblichen und noch im Maibohm verwendeten Schleuderschmierung mit Ölpumpe durch eine
Trockensumpfschmierung, wobei Schmiermittel unter Druck an alle Lager mit Ausnahme des Kolbenbolzenlagers abgegeben wird.
Der Hersteller gab den Benzinverbrauch mit 20 MPG (ca. 11,7 L/100 km) an; demnach verbraucht der Courier ein Quart (0,95 Liter) Öl auf 500 Meilen (ca. 800 km).
Das Fahrzeug hat mit hoher Wahrscheinlichkeit wie sein Vorgänger einen Wabenkühler, Batteriezündung, 6-Volt-Anlage und Benzinförderung mittels Vakuum.

### Kraftübertragung
Die Kraftübertragung erfolgt über eine Trockenscheibenkupplung auf ein mit dem Motor verblocktes, konventionelles, unsynchronisiertes Dreiganggetriebe mit Rückwärtsgang und mittels Kardanwelle auf das mit Differential in der Hinterachse. Die Untersetzung an der Hinterachse beträgt je nach Quelle 4.66 : 1 oder, wie beim Maibohm 1922, 5,0 : 1.

### Fahrgestell und Aufhängung
Der Radstand beträgt gegenüber dem Vormodell unveränderte 116 Zoll (2946 mm). Das robuste Fahrgestell ist als konventioneller Leiterrahmen konstruiert. Er besteht aus zwei gekröpften Längsträgern und fünf Traversen, von denen die zweite (von vorn) Motor und Getriebe abstützt und die hinterste den Benzintank trägt.
Zeittypisch sind die Starrachsen vorn und hinten. Beim Maibohm Model B und B-6 bis Modelljahr 1921 ist die Hinterachse "freischwebend" ausgeführt, im Modelljahr 1922 und im Courier "dreiviertelschwebend".
Ein Alleinstellungsmerkmal in dieser Klasse dürfte die genannte Zentralchassisschmierung gewesen sein, die sich sonst nur in deutlich teureren Autos jener Zeit findet wie etwa dem Packard oder Pierce-Arrow. Der Schmieröltank des Systems ist an der Innenseite des linken Fahrgestell-Hauptträger zwischen der zweiten und dritten Traverse (also etwas vor dem Fahrersitz) angebracht. Sein Inhalt reicht für etwa 3000 Meilen (ca. 4800 km) Fahrt. Anders als übliche Zentralschmieranlagen, die mit einer zentralen Pumpe im eigenen Rohrleitungssystem betrieben werden, funktioniert die komplexe Schmierung des Courier über mehrere kleine Pumpen, die im System verteilt sind. Der Hersteller nannte die Vorrichtung Automatic Chassis Lubrication. Sie arbeitet allerdings nur nach Auslösung vom Armaturenbrett aus, also halbautomatisch. Geschmiert werden alle üblichen Stellen an Fahrgestell und Aufhängung, also Lager, Federn, Lenkverbindungsteile oder Achsen. Eine solche Schmierung war 1923 zweifellos fortschrittlich und ersparte dem Halter das bis noch in den 1960er Jahren übliche Abschmieren mittels Fettpresse und Ölkännchen.
Die Fahrzeugaufhängung folgt den damals üblichen Prinzipien mit Halbelliptik-Blattfedern vorn und hinten. Ab Werk wurden Holzspeichen-Artillerieräder angebracht, die gemäß den vorhandenen Illustrationen mit damals modischen Vollscheiben-Abdeckungen versehen waren. Diese Abdeckungen sind abnehmbar und werden gemeinsam mit dem Rad mittels der vorhandenen Radschrauben befestigt. Die Räder haben serienmäßig den mit dem Maibohm eingeführten, abnehmbarem Radkranz. Diese Räder sind bereits ab 1920 für alle Maibohm belegt. Beim Courier gab es wiederum No Skid Cord-Reifen der Dimension 32 × 4 Zoll. Mit dem in den Reifen eingearbeiteten Cordgewebe wurde eine textile Verstärkung der Karkasse angestrebt. Ein Satz Reifen hielt 12–15.000 Meilen (19–24.000 km).
Sowohl Betriebs- wie auch Hilfsbremse wirken auf die Bremstrommeln an der Hinterachse. Vorderradbremsen setzten sich erst nach 1925 allgemein durch.
Anders als in späteren Maibohm, für die eine Schneckenlenkung angeführt wird, hatte der Courier Model D eine Spindellenkung.

### Karosserien

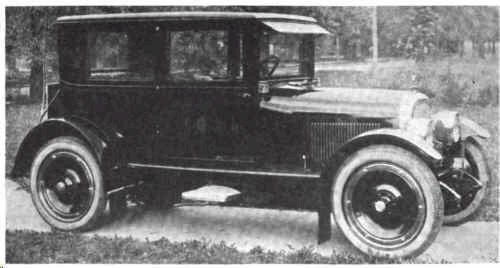
Courier Model D 5-Passenger Brougham (1922).

Gemäß Herstellerangaben wurden die Karosserien im Hause gefertigt; der Vorgängerbetrieb Maibohm Motors war ja über den Kutschenbau zur Autoproduktion gelangt und Courier Motors nutzte dessen Anlagen. In einer Verkaufsbroschüre wurde mit dem Hinweis Custom built in the Courier shops ("handgefertigt in den Courier-Wekstätten") geworben.
In besagter Broschüre werden nicht weniger als neun Karosserievarianten aufgeführt., der Standard Catalogue of American Automobiles 1805–1942 (1996) listet indes nur fünf. Diese Diskrepanz kann entweder bedeuten, dass Modelle angekündigt aber nicht gebaut wurden, oder, wahrscheinlicher, dass es sich bei besagten vier nur um Varianten handelt. So könnte es sich, analog dem Vorgänger Maibohm Model B-6, beim Sport Roadster um eine geänderte Ausführung des belegten Roadster handeln, etwa mit verkürzten "Helm"-Kotflügeln (so benannt weil ihr Profil jenem eines antiken Helms ähnelt) und Trittstufen statt durchgehenden Trittbrettern. Analog wären auch das Sport Phaeton und der Sport zu sehen, wobei letzterer dazu eine andere Innenausstattung mit vier statt fünf Sitzen aufwies. Die Katalogabbildung eines Sedan mit ebensolchen Kotflügeln legt nahe, dass dieses Prozedere auch hier angewendet wurde, wobei ein hoher Preisunterschied auch durch die angebotene Ausstattung erklärbar wäre. Zum Brougham kann angemerkt werden, dass diese Bezeichnung gelegentlich auch für Club Coupés verwendet wurde. Demnach wäre dies eine aufgewertete Coupé-Version mit fünf statt drei Sitzen gewesen. Sonderaufbauten sind nicht bekannt.

### Ausstattung
Die Grundausstattung umfasste neben den genannten Schmiersystemen für Motor und Fahrwerk eine vernickelte Kühlermaske und Scheinwerfer mit Abblendvorrichtung. Offene Modelle hatten eine Ausstattung in spanischem Leder, für geschlossene stand eine Auswahl an importierten Stoffen zur Verfügung. Der Kunde konnte aus fünf Farben auswählen.

## Modellübersicht
| Typ (N.A.C.C.-Rating) | Bj.  | Motorenhersteller, -bauform, Ventilsteuerung | Bohrung          | Hub              | Hubraum                   | Leistung                     | Radstand          | Karosserie              | Listenpreis | Quellen     |
| --------------------- | ---- | -------------------------------------------- | ---------------- | ---------------- | ------------------------- | ---------------------------- | ----------------- | ----------------------- | ----------- | ----------- |
| Model D (23,4 HP)     | 1923 | Falls, R6 OHV-Ventilsteuerung                | 3,125 in (79 mm) | 4,25 in (108 mm) | 195,581 cu in (3.205 cm³) | 45 PS (33,1 kW) bei 2600/min | 116 in (2.946 mm) | Roadster, 3 Sitze       | 1.395 US$   | [ 1 ] [ 4 ] |
| Model D (23,4 HP)     | 1923 | Falls, R6, OHV                               | 3,125 in (79 mm) | 4,25 in (108 mm) | 195,581 cu in (3.205 cm³) | 45 PS (33,1 kW) bei 2600/min | 116 in (2.946 mm) | Sport Roadster, 3 Sitze | 1.395 US$   | [ 4 ]       |
| Model D (23,4 HP)     | 1923 | Falls, R6, OHV                               | 3,125 in (79 mm) | 4,25 in (108 mm) | 195,581 cu in (3.205 cm³) | 45 PS (33,1 kW) bei 2600/min | 116 in (2.946 mm) | Phaeton, 5 Sitze        | 1.395 US$   | [ 1 ] [ 4 ] |
| Model D (23,4 HP)     | 1923 | Falls, R6, OHV                               | 3,125 in (79 mm) | 4,25 in (108 mm) | 195,581 cu in (3.205 cm³) | 45 PS (33,1 kW) bei 2600/min | 116 in (2.946 mm) | Sport Phaeton, 5 Sitze  | 1.395 US$   | [ 1 ] [ 4 ] |
| Model D (23,4 HP)     | 1923 | Falls, R6, OHV                               | 3,125 in (79 mm) | 4,25 in (108 mm) | 195,581 cu in (3.205 cm³) | 45 PS (33,1 kW) bei 2600/min | 116 in (2.946 mm) | Sport, 4 Sitze          | 1.395 US$   | [ 1 ] [ 4 ] |
| Model D (23,4 HP)     | 1923 | Falls, R6, OHV                               | 3,125 in (79 mm) | 4,25 in (108 mm) | 195,581 cu in (3.205 cm³) | 45 PS (33,1 kW) bei 2600/min | 116 in (2.946 mm) | Coupé, 3 Sitze          | 1.395 US$   | [ 1 ] [ 4 ] |
| Model D (23,4 HP)     | 1923 | Falls, R6, OHV                               | 3,125 in (79 mm) | 4,25 in (108 mm) | 195,581 cu in (3.205 cm³) | 45 PS (33,1 kW) bei 2600/min | 116 in (2.946 mm) | Brougham, 4 Sitze       | 1.395 US$   | [ 4 ]       |
| Model D (23,4 HP)     | 1923 | Falls, R6, OHV                               | 3,125 in (79 mm) | 4,25 in (108 mm) | 195,581 cu in (3.205 cm³) | 45 PS (33,1 kW) bei 2600/min | 116 in (2.946 mm) | Sedan, 5 Sitze          | 2.295 US$   | [ 1 ] [ 4 ] |
| Model D (23,4 HP)     | 1923 | Falls, R6, OHV                               | 3,125 in (79 mm) | 4,25 in (108 mm) | 195,581 cu in (3.205 cm³) | 45 PS (33,1 kW) bei 2600/min | 116 in (2.946 mm) | Special Sedan, 5 Sitze  | 2.295 US$   | [ 4 ]       |

## Produktion
Gemäß Standard Catalogue of American Cars 1805–1942 (1996) wurden im Modelljahr 1923 373 Fahrzeuge hergestellt. Es ist wahrscheinlich, dass die Produktion bereits im Kalenderjahr 1922 begann.

### Fahrgestellnummern
Wie Ford und zuvor Maibohm verzichtete auch Courier auf Fahrgestellnummern; dazu diente gleichzeitig die Motornummer. Beim Maibohm Model B vierstellige Ziffer, beim Courier eine fünfstellige, beginnend mit Nummer 10150. Die Plakette wurde auf dem vorderen Federhorn (die Aufnahme der Blattfeder am Träger) des linken Fahrgestell-Längsträgers angebracht. Die Anwendung dieses Systems ist insofern bemerkenswert, als Falls mit einiger Sicherheit eigene Motornummern angebracht haben dürfte und es mithin also zwei Nummern geben muss.